# Рыбаков, Николай Григорьевич
Николай Григорьевич Рыбаков — советский хозяйственный и государственный деятель, лауреат Государственной премии СССР за выдающиеся достижения в труде.

## Биография
Родился в 1954 году в селе Палкино. Член КПСС.
В 1972—2014 годах — съемщик труб, помощник машиниста, машинист листоформовочной машины в шиферном цехе Коркинского комбината асбестоцементных изделий, машинист листоформовочной машины, механик шиферного цеха ОАО «Асбестоцемент».
В 1986 году перешел работать на листоформовочную машину, на которой прежде в течение 10 лет не выполнялся производственный план, и привел её к требуемой выработке.
За большой личный вклад в совершенствование организации труда в строительстве и производстве строительных материалов был в составе коллектива удостоен Государственной премии СССР за выдающиеся достижения в труде 1986 года.
Жил в Коркине.

## Награды
- Орден Трудовой Славы II степени (1986)
- Орден Трудовой Славы III степени (1981)